# Alberto Agustín Castillo
Alberto Agustín Castillo (Chincha, Perú, 5 de mayo de 1960) es un exfutbolista y entrenador peruano. Jugaba como mediocampista. 
Es sobrino de recordado y talentoso delantero Alberto Gallardo.
Desde agosto de 2024 vuelve a dirigir a FAS  dónde ya ha conocido lo que es ganar títulos de la primera División Salvadoreña.

## Trayectoria
Empezó en la Liga de Chorrillos jugando por La Salud. Fue parte de la Selección de Fútbol de la GUE Ricardo Palma de Surquillo en 1974, asimismo fue parte de la Selección de Miraflores en 1976 que participó como invitado en el torneo de Reservas ante equipos de la Primera. En 1978 llegó al Chalaco.

### Etapa como jugador profesional
Se inició en Atlético Chalaco en 1979 donde jugó hasta 1982 siendo preseleccionado para el mundial de España y la Copa América de 1983. 
Luego pasaría por el Deportivo Municipal, Juventud La Joya, Deportivo AELU y en 1989 se enrola al Deportivo Cuenca de Ecuador.
En 1990 viaja a Centroamérica a jugar por el Atlético Marte de El Salvador, posteriormente se trasladó a Costa Rica para jugar con el Herediano. En 1994 regresó a El Salvador para jugar por el Águila. En 1996 se retira como futbolista jugando por el Club Deportivo FAS.

### Carrera de entrenador
En 1997 se inicia como entrenador dirigiendo al Deportivo Municipal en su país natal. Sus principales logros como entrenador fueron dirigiendo al FAS de El Salvador donde ganó 5 títulos, en la era más prestigiosa del FAS en los torneos cortos, ganando el campeonato en el clausura y apertura 2002, apertura 2003, apertura 2004 y clausura 2005
dirigió al CD Chalatenango quedando en segundo lugar del clausura
En el 2007 publicó un libro llamado Más que cinco títulos donde recopiló anécdotas sobre su carrera haciendo énfasis principalmente en los campeonatos ganados con ese club.
En diciembre de 2010 retorna al FAS de El Salvador luego de desvincularse del Deportivo Suchitepéquez de Guatemala. Después de alcanzar el subcampeonato del Torneo Clausura 2011 se alejó del equipo por los problemas económicos del club. En junio de ese año fue designado para dirigir al Sport Boys del Perú. Tras no renovar a final de año con el cuadro rosado regresa en febrero de 2012 al FAS.
El 17 de diciembre de 2012 fue designado como director técnico de la selección salvadoreña de fútbol, siendo esta su primera experiencia en un banquillo nacional. Consiguió el tercer lugar de la Copa Centroamericana 2013 y posteriormente clasificó a los cuartos de final de la Copa de Oro 2013. Su balance tras este último torneo con El Salvador es de 11 partidos, 2 victorias, 3 empates, 6 derrotas, 7 goles anotados y 20 encajados.
El 18 de diciembre de 2013, Alberto Castillo decidió no renovar la prolongación de contrato por seis meses que le ofrecía la FESFUT dejando de ser el seleccionador de la Selecta. En 2014 volvió a ser entrenador del FAS y fue subcampeón del Torneo Apertura 2015.
 En mayo de 2016 firmó por Sonsonate Fútbol Club.
El 1 de diciembre de 2017 se vinculó a CSD Suchitepéquez de la Liga Nacional de Guatemala para ser el nuevo entrenador, y lograr rescatar al equipo de caer a la Primera División del fútbol guatemalteco. Se mantuvo en el cargo hasta febrero del año siguiente.

## Clubes

### Como jugador
| Club                | País        | Año         |
| ------------------- | ----------- | ----------- |
| Atlético Chalaco    | Perú        | 1979 - 1982 |
| Deportivo Municipal | Perú        | 1983 - 1986 |
| Juventud La Joya    | Perú        | 1987        |
| Deportivo AELU      | Perú        | 1988        |
| Deportivo Cuenca    | Ecuador     | 1989 - 1990 |
| Atlético Marte      | El Salvador | 1990 - 1993 |
| Herediano           | Costa Rica  | 1993 - 1994 |
| Águila              | El Salvador | 1994 - 1996 |
| FAS                 | El Salvador | 1996 - 1997 |

### Como entrenador
| Club                               | País        | Año           |
| ---------------------------------- | ----------- | ------------- |
| Deportivo Municipal                | Perú        | 1999          |
| Municipal Limeño                   | El Salvador | 2000          |
| FAS                                | El Salvador | 2001 - 2005   |
| Chalatenango                       | El Salvador | 2007          |
| Águila                             | El Salvador | 2008          |
| Luis Ángel Firpo                   | El Salvador | 2009          |
| Deportivo Suchitepéquez            | Guatemala   | 2010          |
| FAS                                | El Salvador | 2011          |
| Sport Boys                         | Perú        | 2011          |
| FAS                                | El Salvador | 2012          |
| Selección de fútbol de El Salvador | El Salvador | 2012 - 2013   |
| Unión Comercio                     | Perú        | 2014          |
| FAS                                | El Salvador | 2014 - 2015   |
| Sonsonate                          | El Salvador | 2016 - 2017   |
| Deportivo Suchitepéquez            | Guatemala   | 2017 - 2018   |
| Isidro Metapán                     | El Salvador | 2018          |
| Deportivo Llacuabamba              | Perú        | 2020          |
| Águila                             | El Salvador | 2021 - 2022   |
| Jocoro                             | El Salvador | 2023-2024     |
| FAS                                | El Salvador | 2024-2025     |
| Platense                           | El Salvador | 2025-presente |

## Palmarés como entrenador
| Título          | Club | País        | Año  |
| --------------- | ---- | ----------- | ---- |
| Torneo Clausura | FAS  | El Salvador | 2002 |
| Torneo Apertura | FAS  | El Salvador | 2002 |
| Torneo Apertura | FAS  | El Salvador | 2003 |
| Torneo Apertura | FAS  | El Salvador | 2004 |
| Torneo Clausura | FAS  | El Salvador | 2005 |